# Park Leys
Park Leys var en civil parish från 1858 till 1899 då den blev en del av Kelham, i grevskapet Nottinghamshire, i England. Civil parish var belägen 7 km från Newark-on-Trent och hade 8 invånare år 1891.